# 甄建国
甄建国，中华人民共和国政治人物、外交官。

## 生平
2000年，接替杨广胜，担任中华人民共和国驻希腊大使。2002年，接替王其良，担任中华人民共和国驻丹麦大使。2006年，由谢杭生接任。

## 荣誉

### 外国勋章奖章
- 金质格陵兰贡献勋章（丹麥語：Nersornaat）（丹麦属格陵兰，2006年3月4日于格陵兰驻丹麦代表处颁发[3]）